# Campo di concentramento di Ravensbrück
Il campo di concentramento di Ravensbrück era il più grande campo di concentramento femminile sul territorio del cosiddetto Altreich nel periodo nazista, situato nel villaggio di Ravensbrück, nei pressi della località di Fürstenberg, nella parte settentrionale della provincia del Brandeburgo, a circa 90 chilometri a nord di Berlino.
Il campo di concentramento di Ravensbrück costituiva un complesso del quale, oltre al lager femminile, facevano parte un lager maschile, aree industriali, il Campo di concentramento di Uckermark, il Siemenslager Ravensbrück e oltre quaranta sottocampi utilizzati dai nazisti come serbatoi di manodopera schiava, disseminati tra il Mar Baltico e la Baviera.

## Storia del campo di concentramento
Il 25 novembre 1938 su ordine del Reichsführer delle SS Heinrich Himmler, vennero trasferiti 500 prigionieri dal campo di concentramento di Sachsenhausen per la costruzione del nuovo campo femminile di Ravensbrück, allocato in una proprietà personale di Himmler stesso.
Il campo di Ravensbrück fu aperto il 15 maggio 1939.
Vi furono subito rinchiuse oltre 2 000 donne fra austriache e tedesche, provenienti dal primo campo di concentramento femminile di Lichtenburg, una fortezza del XVI secolo riadattata a prigione, che proprio in quel periodo fu chiusa. Le prime deportate ad esservi internate erano comuniste, socialdemocratiche, testimoni di Geova, antinaziste in genere, così come "ariane", accusate del grave reato di aver violato le Leggi di Norimberga sulla "purezza razziale", avendo avuto rapporti sessuali con una "razza" "Untermensch", cioè sub-umana, inferiore a quella tedesca.
Ravensbrück, fino alla definitiva caduta del regime hitleriano nell'aprile 1945, rimase il principale lager femminile FKL (Frauen Konzentrationslager) della Germania nazista.

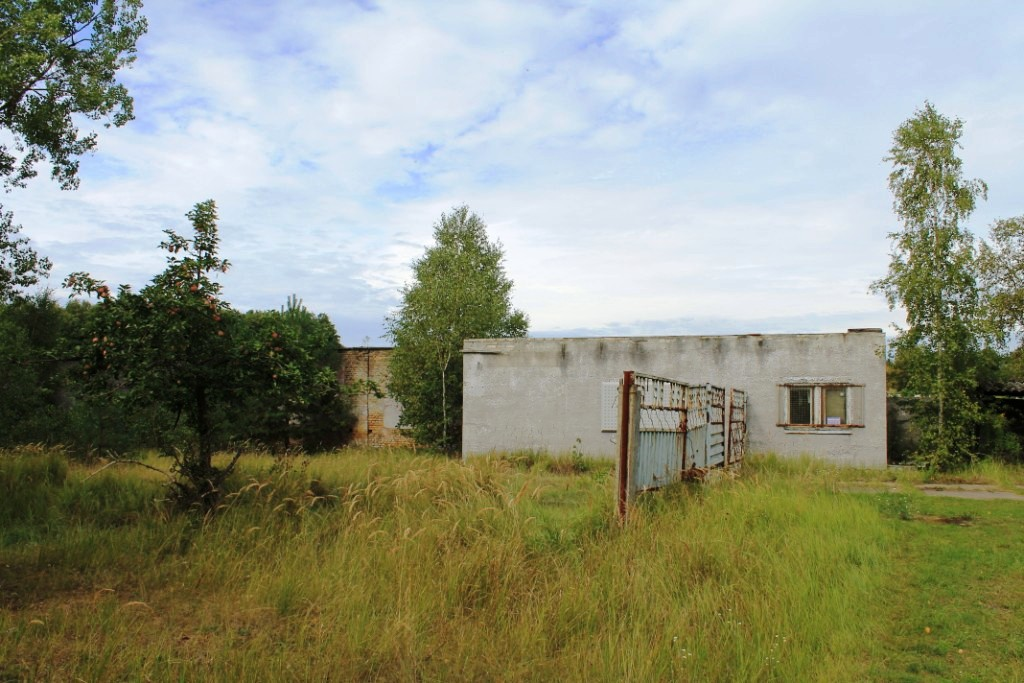
La fabbrica Siemens

Il campo era edificato su un terreno formato da una duna sabbiosa e desolata, talmente fredda da essere chiamata “la piccola Siberia di Meklenborg”. Era circondato da un bosco di conifere e betulle; vi erano 32 baracche per gli alloggi delle prigioniere, uffici per l'amministrazione, case per le SS, ed una fabbrica della Siemens Werke di Berlino per il lavoro in schiavitù delle deportate. Ravensbrück era circondata da un muro alto quattro metri su cui correvano i fili spinati dell'alta tensione; agli angoli torrette di guardia con le mitragliatrici. All'interno una megalopoli di baracche ripetitiva e compressa, completamente priva d'erba e di alberi, con gli edifici essenziali: cucina, ospedale da campo, prigione e crematorio e le due grandi aree industriali periferiche.
Il 29 giugno 1939 giunsero al campo, provenienti dall'Austria, 440 deportate zingare (rom) insieme ai loro figli: entro il 1945 il numero delle donne rom salirà a 5 000 unità. Dopo lo scoppio della seconda guerra mondiale e la successiva invasione tedesca della Polonia, il 23 settembre 1939, le prime deportate polacche giunsero al campo. Entro il termine del conflitto vennero internate a Ravensbrück provenienti dalla Polonia e dagli altri territori occupati dell'est circa 40 000 donne. Queste donne erano usate per il lavoro nei campi. Le donne deportate che popolano il campo aumentano a ritmo crescente: oltre 3 000 nell'aprile 1940, oltre 4 000 in agosto.

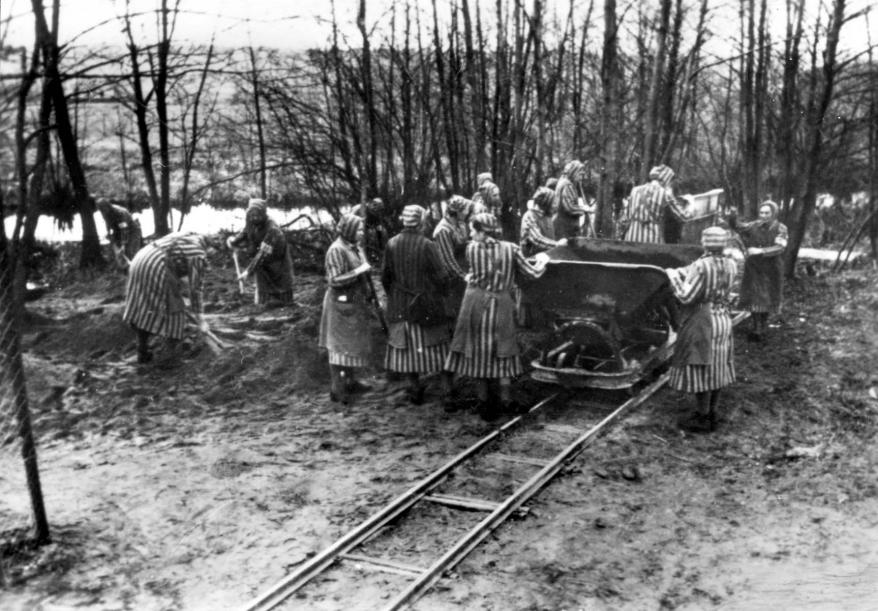
Donne internate al lavoro a Ravensbrück

Il 6 giugno 1941 sorse a Ravensbrück un piccolo campo di concentramento maschile, (Männerlager) separato da quello femminile, costruito da 300 deportati provenienti da Dachau. Vi transitarono in totale circa 20 000 uomini. I detenuti di Dachau installano nel lager una grande sartoria di proprietà delle SS, la fabbrica TexLed, nella quale le prigioniere erano addette al confezionamento di divise militari e calzature per i soldati della Wehrmacht e per i reparti delle SS. Lo stabilimento resterà la più grande sartoria per la produzione di vestiario militare tedesco (Industriehof).
Ad agosto 1941 scoppia un'epidemia nel lager e il campo viene abbandonato a sé stesso, guardato a distanza dalle SS. Nonostante le epidemie a settembre viene attribuita la matricola n° 7 935.
Il campo di Ravensbrück fornì anche circa il 70% delle donne impiegate come prostitute nei bordelli interni di altri campi di concentramento; nel 1942, ad esempio, i tedeschi inviarono circa cinquanta prigioniere politiche in vari bordelli di campi di sterminio tra cui Mauthausen e Gusen. Molte di loro erano partite volontarie per sfuggire alle terribili condizioni di vita del campo.
A partire dal dicembre 1941 le SS iniziano il sistema delle selezioni per i famigerati "trasporti neri"; il medico eugenista del campo, Friedrich Mennecke, sceglie le deportate fisicamente più debilitate e inabili al lavoro da eliminare, inviandole in altri lager o centri, attrezzati per lo sterminio.
Nel 1942 Ravensbrück conosce un grande sviluppo produttivo; la Siemens apre una filiale appena fuori dalla cinta del campo; utilizzerà la mano d'opera schiava del lager; vengono costruiti nuovi blocchi, capannoni e magazzini. Ravensbrück si espande e diventa una città concentrazionaria, circondata da sottocampi e kommandos di lavoro esterni (saranno più di 40 nel 1945) oppure affitta la manodopera coatta ad altre industrie. Nel 1942 la popolazione reclusa nel campo passa dalle 7 000 alle 10 000 unità effettive, ma le matricole toccano il numero 15 558 in dicembre. Le circa 5 000 unità di disavanzo vanno ricercate tra l'alta mortalità nel campo e gli invii delle detenute ebree e zingare ad Auschwitz.
Difatti tra il 1942 ed il 1943 continuarono i trasferimenti di deportate ebree e zingare in seguito agli ordini pervenuti dall'Ufficio centrale per la sicurezza del Reich che prevedevano, in particolare, l'internamento di tutti i deportati di origine ebraica nel campo di Auschwitz-Birkenau, al fine di rendere il territorio, così vicino alla capitale e ai centri di potere (dove Ravensbrück si trovava), Judenrein, ovverosia "liberato dagli ebrei".

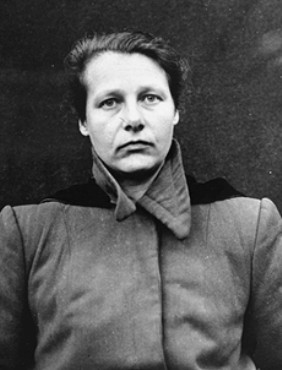
La dott.ssa Herta Oberheuser

Oltre ad essere un KL, Ravensbrück fu anche campo di addestramento per le ausiliarie SS-Aufseherinnen, donne addette alla sorveglianza dei blocchi femminili nei KL. Reclutate con appelli sui giornali patriottici e allettate dalla prospettiva di un buono stipendio, si presentarono a migliaia all'esame di ammissione. Si calcola che tra il 1942 e il 1945 fossero state addestrate a Ravensbrück circa 3 500 di queste ausiliarie, inviate, poi, soprattutto in altri lager. Avevano stipendio e uniforme delle SS ma non avevano gli stessi diritti dei membri maschi. La loro ferocia sbalordì le stesse SS. Molte, a guerra finita, furono processate e condannate a morte o a svariati anni di reclusione per crimini contro l'umanità; molte la fecero franca. In particolare a Ravensbrück il servizio di sorveglianza femminile era svolto da 150 Aufseherinnen, alle dipendenze di una Oberaufseherin.
Il 20 luglio 1942, iniziarono i criminali esperimenti "medici" sulle internate (principalmente polacche), effettuati dal medico delle SS Karl Gebhardt. Altri medici coinvolti furono l'SS-Obersturmführer Fritz Fischer, i dottori Gerhard Schiedlausky, Richard Trommer, Herta Oberheuser e persino Ludwig Stumpfegger chirurgo personale di Himmler e Hitler, i quali seguivano con particolare aspettativa e interesse queste orribili prove su cavie umane dopo averle ordinate. La genesi di tali ricerche risale principalmente al 5 giugno 1942, quando a seguito a un'infezione di gangrena gassosa era morto il giorno prima il capo della sicurezza del Reich, Reinhard Heydrich ma anche perché il tasso di mortalità tra i soldati tedeschi, sempre per la gangrena gassosa era molto alto; occorreva trovare il farmaco e le dosi giuste per debellarla, provandolo su cavie umane infettate appositamente.

Nel 1943, in aprile, viene immatricolata la 19 244ª prigioniera e viene costruito il crematorio.
Nel 1944 l'immatricolazione delle nuove prigioniere passa dal n° 38 818 di aprile al n° 91 748 di dicembre (questi dati sono stati conservati grazie a prigioniere francesi addette agli uffici di registrazione). Allo sfruttamento intenso con il lavoro ne segue un grande aumento della mortalità, comprensiva anche dell'eliminazione fisica dei soggetti considerati inabili e improduttivi come anziane, donne incinte, prigioniere con problemi psicologici, oppositrici.
In quegli anni, le percentuali etniche delle prigioniere internate nel KZ di Ravensbrück, in base ad una lista incompleta, Zugangsliste, salvata clandestinamente nel lager, contenente i nomi di 25 028 donne deportate dai nazisti nel campo, risultano approssimativamente essere:
- 24,9% polacche
- 19,9% tedesche
- 15,1% ebree
- 15,0% russe
- 7,3% francesi
- 5,4% zingare
- 12,4% altre (nel campo vennero internate un totale di oltre 20 nazionalità)

La Gestapo distinse inoltre le detenute come segue:
- 83,54% politiche
- 12,35% asociali
- 2,02% criminali comuni
- 1,11% Testimoni di Geova
- 0,98% altro

La Zugangsliste superstite è uno dei più importanti documenti conservati a memoria dell'Olocausto e venne salvata negli ultimi istanti di vita del campo dai membri dell'unità Mury dello Szare Szeregi, un movimento di resistenza dell'associazione Scout polacca nato durante la guerra in contrapposizione all'invasione tedesca. Il resto dei documenti del campo vennero bruciati dalle SS.
All'inizio del '44 vi sono deportazioni più massicce nel campo. Tra il 2 e il 30 agosto vi sono numerosi arrivi di migliaia di deportate evacuate dai lager dell'est, da Varsavia, di cui 14 000 solo da Auschwitz-Birkenau per l'arrivo dell'esercito sovietico. Mentre il numero delle deportate aumenta in modo esponenziale, i posti di lavoro rimangono uguali e anche le richieste di manodopera. Ravensbrück si trova così iperaffollato con decine di migliaia di prigioniere in eccedenza. Viene allestita un'enorme tenda militare (Block 25) in una zona paludosa, per far posto ai nuovi arrivi; la vita da bestie e la promiscuità in questa tenda, la mancanza di igiene pressoché totale crea una moltitudine sporca, infestata di parassiti, coperta di stracci, destinata a diventare in brevissimo tempo vittima di furiose epidemie e dissenteria. La tenda, con soddisfazione delle SS, si scopre un involontario efficace strumento di sterminio. Tanto piacque agli sterminatori SS l'effetto mortale della tenda che ripetono l'esperimento nel vicino sottocampo di Uckermark, affollato per lo scopo da grossi spostamenti di deportate inutilizzabili per il lavoro. Uckermark con i suoi 6 blocchi diventò, dalla fine del 1944, campo di eliminazione, attuata con metodi vari (promiscuità, avvelenamento, inedia, assideramento e abbandono) e con invii alla camera a gas del campo principale.
Una delle forme di resistenza di Ravensbrück fu l'organizzazione, nascosta all'autorità del campo, di lezioni scolastiche realizzate dalle prigioniere in favore delle compagne più sfortunate. Tutti i gruppi nazionali ebbero una qualche forma di insegnamento: le deportate polacche riuscirono ad organizzare lezioni universitarie con insegnanti qualificate.

## Gli ultimi mesi
Dopo una visita di Himmler alla fine del 1944, si stabilì l'eliminazione giornaliera di un gruppo cinquanta-sessanta donne. Ciò faceva parte dei piani di evacuazione del lager in vista dell'arrivo dell'Armata Rossa. Si doveva liquidare la popolazione del campo in fretta sterminando, oltre alle detenute inabili al lavoro, anche quelle che non potevano camminare per lunghe marce, le intrasportabili, testimoni delle atrocità naziste o donne politiche scomode.
I "Trasporti neri" non potevano più essere effettuati poiché i centri di sterminio come Hartheim erano stati chiusi o in via di smantellamento e le vie di comunicazioni poco agibili perché disastrate dalla guerra ormai vicina. Quindi le prigioniere condannate a morte, negli ultimi mesi, dovevano essere soppresse a Ravensbrück. Le esecuzioni iniziarono a essere effettuate in uno stretto passaggio tra due alti muri chiamato "Corridoio della fucilazione" situato tra il Bunker e il crematorio, con un colpo alla nuca e alla presenza del medico del campo; molte non morivano subito e il medico provvedeva con iniezioni di veleno al cuore a finirle. Poi i corpi venivano cremati. Furono inviati da Berlino specialisti del "colpo alla nuca" ad organizzare il massacro.
Al principio del 1945 il comandante del campo, per riuscire ad eliminare tutte le numerose deportate selezionate per lo sterminio, scontento del rendimento delle esecuzioni con colpo alla nuca o di altri sistemi nonostante la loro micidialità, decise di usare il gas. Fece iniziare in tutta fretta la costruzione di una camera a gas, azionata a Zyklon B, nello "Jugendlager" (Campo delle giovani, destinato a ragazze tedesche deportate). Lo specialista-capo dell'intera organizzazione era l'SS Johann Schwarzhuber, già comandante ad Auschwitz fino all'ottobre del 1944 e trasferito a Ravensbrück nel gennaio del '45. La camera a gas era installata in una baracca di legno vicino, per ovvie ragioni logistiche, al crematorio. Quest'ultimo si trovava a metà strada tra il Lager e il lago Schwed (dove venivano versate le ceneri) ed era già in funzione dal 1943. Era composto da due forni Kori T II "Reform" a doppia porta, che pur tenuti continuamente accesi giorno e notte, si rivelarono insufficienti a incenerire l'elevato numero dei corpi dovuto anche allo sterminio sistematico in atto. La grande morìa di prigioniere però era soprattutto dovuta allo sfinimento fisico per lavoro, dissenteria, fame e alle epidemie che infuriavano nel campo e perciò nel '44 fu aggiunto un terzo forno crematorio del tipo Kori "Mobile" a olio combustibile, privo del rivestimento esterno di mattoni refrattari.
A gennaio '45 nel campo vi erano 46 000 deportate; ad aprile il loro numero si era ridotto a 11 000.
Il Sonderkommando, addetto alla camera a gas e ai forni crematori, viene ucciso dalle SS il 25 aprile 1945, per non lasciare testimoni scomodi dei loro criminali massacri; ma da testimonianze giurate di sopravvissuti e delle stesse SS risulta che nella camera a gas di Ravensbrück, nei pochi scarsi mesi che funzionò (Gennaio-Aprile 1945), vennero uccise circa 6000 persone.
Per non lasciare ulteriori prove di sterminio, venne anche distrutta dalle SS, ai primi di aprile, un'altra camera a gas in muratura in costruzione. Questa camera era basata su un progetto complesso, simile a quelle di Birkenau o di Hartheim, anche se di minor ampiezza.
Il 23 aprile 1945, con l'avvicinarsi della fine per il regime nazista, sperando in agevolazioni personali, Heinrich Himmler, grazie alla felice ed eroica mediazione del suo fisioterapista personale finlandese, il dottor Felix Kersten, trattò con il conte svedese Folke Bernadotte la liberazione di più di 70.000 internati tra i vari lager e 7000 donne di Ravensbrück tra francesi, norvegesi, belghe e olandesi, vennero trasferite dalla Croce Rossa svedese al sicuro.
Il 26 aprile, le SS ordinarono l'evacuazione delle restanti deportate e deportati del campo maschile, che furono costrette ad una terribile marcia della morte diretta a nord, durante la quale molte persero la vita.
Il 30 aprile 1945 il campo di Ravensbrück fu finalmente liberato dalle forze sovietiche.
I russi vi trovarono 3 000 prigioniere scampate all'evacuazione, e circa 300 prigionieri uomini, per la maggior parte gravemente ammalati e completamente denutriti. Poche ore dopo le unità sovietiche in avanzata, salvarono anche le scampate alla marcia della morte. Le superstiti vengono raggiunte e liberate dall'Armata Rossa a Schwerin.
Si stima che tra il 1939 e il 1945 il campo di Ravensbrück abbia ospitato circa 130 000 deportati, dei quali 110 000 donne. I documenti sopravvissuti alla distruzione da parte delle autorità del campo indicano circa 92 000 vittime.

## Vita e morte nel campo
Per disposizione delle SS di Heinrich Himmler Ravensbrück fornì tutti i principali lager, escluso Auschwitz, di ragazze da impiegare nei bordelli interni ai campi di concentramento voluti nell'intento di incrementare la produttività dei lavoratori reclusi. I postriboli dei lager potevano essere utilizzati dal personale di guardia al campo, dagli internati criminali comuni (contraddistinti dal triangolo verde) ed in generale dai prominenti di razza "ariana", in ogni caso erano esclusi gli ebrei.
Nel 1942 i tedeschi inviarono cinquanta prigioniere politiche nei seguenti campi di concentramento per l'impiego come prostitute nei bordelli (tecnicamente: Sonderbauten, edifici speciali): Buchenwald, Dachau, Flossenbürg, Mauthausen, Neuengamme e Sachsenhausen. Molte delle prescelte erano partite volontarie per sfuggire alle terribili condizioni di Ravensbrück. Le prostitute impiegate nei bordelli dei campi venivano infatti pagate, potevano riposare la mattina, avevano giorni liberi, ricevevano vestiti e cibo migliori, potevano lavarsi regolarmente e venivano generalmente trattate meglio; d'altra parte molte tornarono a Ravensbrück dopo pochi mesi affette da malattie veneree.
L'esistenza di bordelli interni ai campi di concentramento nazisti è stata documentata nel libro Das KZ-Bordell (Il bordello nel campo di concentramento) scritto da Robert Sommer e presentato il 19 agosto 2008 al parlamento della città-Stato di Berlino.
Quando una nuova prigioniera arrivava a Ravensbrück era obbligata ad indossare il Winkel, un triangolo di stoffa colorato, che identificava il motivo di internamento; sul triangolo era applicata una lettera che identificava la nazionalità. Le deportate polacche, che divennero la maggior componente nazionale nel campo a partire dal 1942, indossavano normalmente un triangolo rosso (deportate politiche) con una lettera "P" (nazionalità polacca).
Le donne ebree, prima del trasferimento verso Auschwitz, indossavano un triangolo giallo, alcune volte sovrapposto con un secondo triangolo per indicare altri motivi di internamento. Le criminali comuni indossavano il triangolo verde, i Testimoni di Geova il triangolo viola. Le zingare, le prostitute e le «asociali» venivano identificate da un triangolo nero.
Il triangolo rosa, utilizzato per identificare gli omosessuali maschi presso gli altri campi di concentramento, non venne utilizzato nel campo femminile di Ravensbrück; le lesbiche internate, spesso per associati motivi razziali o politici, vennero contrassegnate con il triangolo nero e considerate semplici «asociali»
Alle deportate venivano rasati i capelli, poi utilizzati dall'industria tedesca; le deportate "ariane", però, non sempre subivano questo trattamento. Per esempio esso non venne applicato, nel 1943, ad un trasporto proveniente dalla Norvegia e composto da donne di origine nordica.
Successivamente, dopo essere state rasate, private di tutti i propri beni, ispezionate nelle parti intime e lavate, le prigioniere sono destinate ai Block. I Block sono costruzioni di legno incatramato, divisi in due Stube, in ognuna delle quali ci sono un refettorio, un dormitorio, tre lavabi e tre latrine. La "blockowa" e la "stubowa" sono le responsabili rispettivamente del Block e della Stube ed entrambe sono deportate.
Lidia Beccara Rolfi, nel libro Le donne di Ravensbrück (Einaudi,1978) ci ha lasciato la sua testimonianza:
I massacranti turni di lavoro giornalieri erano due, di dodici ore ciascuno: il primo dalle 6 di mattina alle 6 di sera; il secondo, quello di notte, fino alle 6 della mattina successiva.
Tutte le prigioniere dovevano compiere lavori pesanti. Erano obbligate a molti tipi diversi di lavoro schiavo: costruzioni, agricoltura e anche costruzione dei missili V2 per conto dell'azienda tedesca Siemens AG.
Le detenute che si ribellavano, tentavano di evadere o compivano atti di sabotaggio vero o presunto, venivano rinchiuse nella prigione del campo, il Bunker, un edificio a due piani con molte piccole celle alcune senza finestra; bastava assai poco per finirvi dentro. Le detenute destinate al Bunker subivano gravi sevizie morali e fisiche e molte finivano uccise o non sopravvivevano alle violenze. Nel Bunker si effettuavano interrogatori, processi sommari, torture e condanne a morte.
Le detenute giudicate da "rieducare" venivano inviate invece allo Strafblock. Era un blocco di punizione in cui finivano le prigioniere che avevano rubato o erano considerate indisciplinate o compiuto lievi mancanze. Vi erano le violente e sadiche SS-Aufseherinnen con feroci cani da guardia a mantenere l'ordine. Si umiliava la prigioniera facendola lavorare alla preparazione di strisce di concime, pestando a piedi nudi masse di escrementi per poi impastarli, sempre a mani nude, con la cenere umana dei forni crematori; secondo le SS il risultato era un ottimo fertilizzante. Poco importava come ottenuto.
Le operaie-schiave, ormai stremate e ridotte praticamente a scheletri viventi improduttivi, venivano selezionate invece per i famigerati “trasporti neri” verso la morte con il gas o altri modi in centri di sterminio esterni appositamente attrezzati. Altra manodopera fresca le sostituiva nel ciclo continuo del sistema dei rimpiazzi. I nazisti definivano i deportati che non potevano lavorare letteralmente "zavorra umana" o Ballastexistenzen, migliaia e migliaia di pesi morti inutili, costosi da sfamare; prima si toglievano di mezzo e più si risparmiava.
Con i “trasporti neri” le detenute selezionate venivano inviate a Majdanek ed in centri di sterminio (Castello di Hartheim, Sonnenstein, Bernburg e altri punti dove si realizzava l'Aktion T4 per l'eutanasia dei disabili e l'Aktion 14f13, azione specifica mirata proprio all'uccisione dei prigionieri dei campi di concentramento malati e inabili al lavoro).
Il primo "trasporto nero" di Ravensbrück risale al dicembre 1941. 
(G. Tillion)
Altri trasporti furono molto più numerosi, come quello diretto a Majdanek nel gennaio 1944, dove 900 prigioniere e qualche decina di bambini trovarono la morte.
I detenuti che muoiono nei lager nazisti non hanno diritto a nessun tipo di funerale, tanto meno a una semplice bara; dal loro arrivo al campo sono considerati solo dei pezzi (Stücke) ai quali è stato marchiato un numero; alla loro morte gli Stücke vengono semplicemente gettati nei forni e i loro numeri cancellati dalle liste. Muoiono nell'acuta disperazione di non rivedere mai più i loro cari e i luoghi natii e nella spietata consapevolezza che di loro non resterà nulla, se non un po' di cenere mischiata a quella di tanti altri sventurati compagni. Hanno resistito disumanamente nella speranza di tornare ma poi sono caduti sfiniti, ridotti in condizioni indescrivibili, in queste bolge infernali in terra straniera, lontane molti chilometri da casa.
Il regolamento impone che i corpi devono arrivare nudi alle piccole bocche incandescenti dei forni crematori, non calcolate certo per ingoiare morti incassati ma le sagome lunghe e sottili degli scheletrici cadaveri del lager. I morti vengono privati anche dell'ultimo misero avere, come laceri vestiti, scarpe spaiate e biancheria lisa: ripuliti serviranno per altri infelici dopo di loro. I corpi vanno poi ad ingrossare il mucchio di cadaveri presso il crematorio in attesa di essere bruciati come scarto inutile; l'ultima parte del ciclo per la distruzione scientifica del deportato tra poco sarà completata. Alcuni, nel grande mucchio di corpi scomposti, agonizzavano ancora.
Tra le migliaia di detenute giustiziate dai nazisti a Ravensbrück vi furono quattro membri appartenenti allo Special Operations Executive (Denise Bloch, Cecily Lefort, Lilian Rolfe e Violette Szabo), la suora Élise Rivet, Elisabeth de Rothschild, la principessa francese venticinquenne Anne de Bauffremont-Courtenay ed Olga Benário, ebrea-comunista e militante nella Resistenza a Berlino poi moglie del leader comunista brasiliano Luís Carlos Prestes. L'esecuzione più massiccia, circa 200 vittime, venne realizzata contro un gruppo di giovani patriote polacche appartenenti all'Armia Krajowa. Vi fu prigioniera Margarete Buber-Neumann: questa donna arrestata in Unione Sovietica passò anni nei gulag staliniani perché accusata di trotzkismo e fu consegnata ai nazisti nel 1940 nel quadro dell'alleanza russo-tedesca. Sopravvisse e lasciò testimonianza nel suo libro "Prigioniera di Hitler e Stalin".
Altra testimonianza di deportazione, vissuta nel campo di Ravensbrück, è raccontata dall'attrice e scrittrice francese Fanny Marette nel suo libro Ero il numero 47.177 - Diario di una deportata.
Un episodio di grande umanità avvenuto a Ravensbrück, che ricalca al femminile quello di San Massimiliano Kolbe di Auschwitz, è quello di una suora ortodossa Madre Maria. Il Venerdì Santo (30 marzo) del 1945, le SS chiamano i numeri delle prigioniere del Blocco 15 che il medico ha selezionato come inabili al lavoro, destinandole alla camera a gas; Madre Maria non è nella lista, eppure prende il posto di una detenuta ebrea madre di tre figli, facendola saltare fuori della finestra. Avviandosi sul camion diretto al crematorio saluta le detenute rimaste: "Vado in Cielo..." dice loro, poi rivolgendosi alle altre sventurate con lei sul carro: "Andiamo insieme, vi aiuterò a morire bene..." Il giorno dopo, il 31 marzo, entra con le sue compagne nella camera a gas. Fu soprannominata "L'Anima di Ravensbrück".
Molte persone, prigioniere superstiti dei campi nazisti, tornate a casa non furono riconosciute neanche dai parenti più stretti, tanto erano state sfigurate dall'esperienza della deportazione. Ai loro racconti di ciò che avevano visto e vissuto nei lager difficilmente furono credute e a volte finivano anche per essere prese per pazze o venivano derise. Tante non riuscirono neppure a narrare l'orrore che avevano visto e si chiusero in un mutismo per anni e solo dopo un lungo tempo alcune riuscirono a parlarne: ricordare era un trauma sempre vivo in loro, angosciante e straziante. Altre persone presero a raccontare la loro testimonianza per contrastare il negazionismo dilagante. Quell'esperienza causò anche numerosi suicidi anche molto postumi, di chi non ce la fece a riprendere il corso di una vita normale. Chi entrò nel lager non ne uscì mai più.

## I bambini nel lager
(Dal "Diario di David Rubinowicz", testimonianza sulla Shoah di un bambino ebreo di 12 anni poi ucciso nel 1942 a Treblinka)
Nel più grande campo femminile della Germania nazista era naturale che si presentasse il problema del soprannumero dei neonati e dei bambini. I neonati e i bambini fanno parte a sé. I primi nascono qui da donne che arrivano incinte, gli altri giungono con le madri. C'è una sala operatoria che funge anche da sala parto. All'inizio vi vengono praticati aborti su "ariane" rimaste incinte da "razze inferiori"; successivamente per far abortire tutte le prigioniere inviate al lavoro. Serve anche per sterilizzare donne e bambine zingare ed ebree, per impedire la riproduzione di quel gruppo etnico. E vi si compiono anche esperimenti chirurgici su cavie umane.
I primi bambini raggiunsero il campo nel 1939, insieme alle loro madri zingare provenienti dal campo di Burgenland, in Austria. In seguito molte madri ebree olandesi, francesi, ungheresi giunsero insieme ai figli. Dal 1942 le donne che erano incinte al momento dell'internamento sono obbligate all'aborto appena la gravidanza veniva scoperta oppure venivano selezionate per l'immediata uccisione. Ciò per non disturbare la produzione. L'aborto era praticato fino all'ottavo mese e il feto bruciato in una stufa. Dal 1943, le autorità SS del campo su suggerimento del dottor Treite ritennero preferibile permettere alle donne incinte di portare a termine la gravidanza, ma a patto che neonati venissero subito strangolati o annegati in un secchio d'acqua davanti alla madre. Poi le SS cambiano ancora: i neonati possono sopravvivere ma niente aiuti per la madre; i neonati muoiono praticamente tutti in pochi giorni in modi peggiori dello strangolamento e dell'annegamento.
I nazisti furono attentissimi alla non proliferazione delle “razze sub-umane” e ai matrimoni o accoppiamenti misti con tali razze, per evitare il pericolo di "contaminare" l'unico germe sopravvissuto puro della razza ariana: quella germanica. Essa invece, secondo le vagheggianti visioni hitleriane, era destinata come "razza eletta" a ripopolare il mondo (Lebensborn) e riportarlo alla bellezza primordiale in un nuovo mondo ripulito con il genocidio dalle "razze inferiori" evitando così la "corruzione biologica" del genere umano che era invece avvenuta nei secoli passati fino a quel momento. I bambini di queste razze rappresentavano perciò, per i nazisti, il pericolo primario della continuazione futura della specie degli "indesiderabili"; naturale per loro cercare di eliminarli totalmente e senza pietà.
A centinaia di migliaia vennero immediatamente uccisi: soffocati dal gas insieme alle loro madri, uccisi con iniezioni di veleno, bruciati, massacrati a bastonate, fucilati, gettati vivi nelle fosse comuni o usati come tiro al bersaglio. Le donne incinte dovevano sparire dalla faccia della terra.
Lo sterminio dei bambini nei lager avveniva in tanti modi a seconda dei modi vigenti nei campi: dal colpo alla nuca (Genickschuss) all'annegamento. A Ravensbrück esisteva una saletta adibita a "Kinderzimmer" in cui i piccoli venivano abbandonati a morire di fame e lasciati in pasto ai topi. La parola "kind" era sinonimo di raccapriccio nel campo.
Statistiche incomplete ed assai effimere riportano in 882 il numero totale di bambini deportati a Ravensbrück, non comprendenti quelli invece, nati nel campo che pare fossero sui 500: solo 5 sopravvissero alla prigionia grazie a catene umanitarie.

## Esperimenti medici su cavie umane
Le internate di Ravensbrück vennero utilizzate, a partire dall'estate 1942, come cavie umane per la "sperimentazione" medica: almeno 86 donne, di cui 74 polacche (la maggior parte di queste provenienti da Lublino con il trasporto del 23 settembre 1943) furono selezionate per le due serie di esperimenti.
La prima serie (luglio 1942 - dicembre 1943) riguardò nuovi farmaci a base di sulfonamide, destinati alla cura delle infezioni delle ferite dei soldati al fronte. Le internate vennero deliberatamente ferite e infettate con batteri virulenti. Per meglio simulare le infezioni di alcune ferite vennero introdotti pezzi di legno, vetro o stoffa, attendendo poi lo sviluppo della gangrena. Le ferite venivano successivamente curate con i nuovi farmaci per verificarne l'efficacia. Usati spesso per infettare la gangrena gassosa, erano lo Staphylococcus aureus e quello del tetano: venivano introdotti mediante iniezione direttamente negli arti inferiori o mediante un'incisione cutanea con quei materiali infettivi con cui i soldati feriti al fronte potevano imbattersi. Inoltre, il conseguente tessuto muscolare in necrosi veniva schiacciato per facilitare l'uscita dell'anidride carbonica prodotta dall'infezione e chiudere alle ferite il contatto con l'aria per aumentare lo sviluppo dei batteri.
La seconda serie (settembre 1942 - dicembre 1943) di esperimenti riguardò lo studio del processo di rigenerazione di ossa, muscoli e nervi e la possibilità di trapiantare ossa da una persona all'altra: alcune donne subirono amputazioni, altre, come nel caso precedente, fratture e ferite. Ovviamente tutti gli esperimenti avvennero senza la volontà espressa e nonostante le proteste delle vittime che rimasero tutte gravemente debilitate a livello sia fisico sia psichico. Cinque di esse, di nazionalità polacca, morirono in seguito alle sperimentazioni; altre sei vennero uccise successivamente nel campo. Le altre, soprannominate Kaninchen (coniglietti) a causa dell'andatura assunta dopo gli esperimenti (che riguardarono soprattutto gli arti inferiori), riuscirono a sopravvivere grazie all'aiuto delle altre prigioniere del campo.
Nel gennaio 1945, vennero sterilizzate tra le 120 e le 140 donne zingare per saggiare l'efficacia dei nuovi metodi tedeschi, basati su raggi X, chirurgia e diversi farmaci. Questi esperimenti di sterilizzazione avevano come ultimo scopo la sterilizzazione forzata di milioni di persone considerate "indesiderabili" per il "nuovo ordine mondiale nazista". Tutte le donne sottoposte alla sterilizzazione, timorose delle conseguenze di un eventuale rifiuto, firmarono un documento di consenso dopo che le autorità del campo avevano promesso loro la libertà nel caso si fossero sottoposte all'esperimento.
Tra i criminali esperimenti medici a cui le donne furono loro malgrado sottoposte, vi erano:
- Esperimenti di congelamento / raffreddamento prolungato;
- Esperimenti di vaccinazione antipetecchiale;
- Ricerche sull'epatite epidemica;
- Prova di farmaci su detenute infettate con la gangrena gassosa e tetano;
- Esperimenti di sterilizzazione;
- Raggi X;
- Trapianti di ossa da una prigioniera all'altra;
- Studio sulle condizioni precancerose della cervice uterina;
- Ricerche sui gemelli monozigoti;
- Ricerche sulla cura ormonale dell'omosessualità.

Moltissime vi rimasero uccise, altre sfigurate a vita.

## Lista dei sottocampi di Ravensbrück
- Ansbach
- Barth
- Belzig
- Berlino (più di dieci campi)
- Dabelow
- Dresden Universelle
- Eberswalde
- Feldberg
- Fürstenberg/Havel
- Genthin
- Hennigsdorf
- Hohenlychen
- Karlshagen
- Klützow
- Koenigsberg/Neumark
- Leipzig Shoenfeld
- Malchow
- Neubrandenburg
- Peenemünde
- Prenzlau
- Ravensbrück
- Rechlin
- Retzow
- Rostock
- Rostock-Marienehe
- Schönefeld Krs. Teltow
- Schwarzenforst
- Stargard
- Velten

## I processi postbellici

### I medici di Ravensbrück imputati al Processo di Norimberga
Nel corso del "processo ai dottori" tenuto dal tribunale militare internazionale a Norimberga tra l'ottobre 1946 e il febbraio 1948 i seguenti medici che avevano operato a Ravensbrück furono trovati colpevoli e condannati:
- Viktor Brack
- Rudolf Brandt
- Karl Brant
- Fritz Fischer
- Karl Gebhardt
- Karl Genzken
- Siegfried Handloser
- Joachim Mrugowsky
- Herta Oberheuser
- Adolf Pokorny
- Helmut Poppendick
- Paul Rostock
- Gerhard Schiedlausky
- Percy Treite

Tutti vennero trovati colpevoli di avere condotto o partecipato ai diversi esperimenti medici sulle internate di Ravensbrück. Ludwig Stumpfegger, l'ultimo medico personale di Adolf Hitler, che pure aveva condotto esperimenti a Ravensbrück non venne giudicato a causa del suo precedente suicidio avvenuto nei giorni immediatamente successivi alla caduta di Berlino nelle mani dell'Armata Rossa sovietica che pose fine alla seconda guerra mondiale in Europa.

### Il Processo di Düsseldorf
Una rinnovata attenzione ed interesse per Ravensbrück si ebbe nel 1976 in seguito al processo per crimini di guerra tenuto a Düsseldorf, conosciuto anche come processo di Majdanek. La più nota delle imputate di questo processo fu la sovraintendente delle guardie di Ravensbrück, Hermine Braunsteiner, che era stata scoperta dal famoso cacciatore di nazisti Simon Wiesenthal. Molti testimoni sopravvissuti a Ravensbrück la identificarono come la pallida, ed alta aguzzina dagli occhi azzurri chiamata la cavalla scalciante a causa della propensione ad uccidere i bambini calpestandoli, spesso sotto gli occhi delle madri. Nel 1981, al termine del processo, la sessantunenne Braunsteiner venne condannata all'ergastolo per l'assassinio di molti bambini ed altri crimini brutali.

### Altri processi
Altre guardie del campo di Ravensbrück vennero incriminate nel corso dei processi di Auschwitz, Belsen, Ravensbrück oppure in processi individuali:
- Charlotte Arps
- Suze Arts
- Erika Bergmann
- Margarete Bisaecke
- Juana Bormann
- Herta Bothe
- Therese Brandl
- Herta Ehlert
- Anes Fabritzek
- Wilma Fath
- Anna Fest
- Irma Grese
- Elly Hartmann
- Ruth Hildner
- Ulla Erna Frieda Juerss
- Wally Meta Kilkowski
- Elisabeth Lupka
- Elfriede Mohnecke
- Margarete Rabe
- Gertrud Rabestein
- Elisabeth Volkenrath
- Frieda Woetzel
- Emma Zimmer

## Comandanti del campo
- SS-Obersturmbannführer Max Kögel[13][1]
- SS-Obersturmbannführer Fritz Suhren[13][1]
- SS-Hauptsturmführer Johann Schwarzhüber

## Personaggi legati al campo
- Liliana Segre,[9] una delle più note ed attive testimoni dell'Olocausto. Sopravvissuta ad Auschwitz, è liberata in marcia da Malchow (Ravensbrück).
- Anna Cherchi Ferrari, partigiana reduce e testimone della vita e nel campo di concentramento.
- Arianna Szörényi, una delle più note bambine italiane deportate ad Auschwitz-Birkenau e sopravvissuta. Aveva solo undici anni quando insieme alla sua famiglia giunse al campo. La piccola fu immatricolata con il numero: 89219, e fu immediatamente separata da tutti i componenti della sua famiglia. Nel 1944 inclusa in una delle marce della morte viene prima internata a Ravensbrück e poi a Bergen-Belsen fino alla liberazione del campo da parte degli alleati.
- Lidia Beccaria Rolfi[57][9]

- Medina Barbattini partigiana reduce e testimone della vita nel campo di concentramento nel suo ultimo periodo prima della Liberazione.[58]

## Il Memoriale di Ravensbrück

### Repubblica Democratica Tedesca
Il "Memoriale Nazionale di Ravensbrück", venne inaugurato il 12 settembre 1959. Fu uno dei tre grandi Memoriali, insieme a quello di Buchenwald e Sachsenausen, eretti dalla DDR. Gli architetti del "Collettivo di Buchenwald" decisero di includervi sezioni originali del Lager fuori del muro, quale il crematorio, la prigione ed un tratto del muro di cinta alto 4 metri. Nel 1959 sotto il tratto ovest del "Muro delle Nazioni" del lager vennero riuniti i resti delle detenute precedentemente sepolte traslate in un'unica grande fossa comune che venne evidenziata da un campo di rose.
La scultura in bronzo, "Tragende" ("La portatrice"), opera di Will Lammert, divenne il simbolo del Memoriale di Ravensbrück, eretto sulla riva del lago di Schwedt. Tutta l'area all'interno del muro del Lager, invece, divenne una caserma dell‘Esercito Sovietico dal 1945 al 1994.
Un primo museo del Lager venne inaugurato nel 1959-60 dentro il famigerato Bunker, la prigione del campo, con centinaia di oggetti delle ex-deportate. Nei primi anni ottanta l'edificio del Bunker divenne la "Rassegna delle Nazioni", con l'apertura al piano superiore di 17 Sale Commemorative internazionali. La "Kommandantur" SS – utilizzata dai militari sovietici fino al 1977 – divenne il "Museo della Resistenza Antifascista". Dopo il ritiro dalla Germania dell'esercito sovietico, che fino al 1993 aveva utilizzato parti dell'ex campo per scopi militari, è stato possibile incorporare altre aree del campo nel sito commemorativo.
I tre memoriali nazionali di Buchenwald, Sachsenhausen e Ravensbrück svolsero un ruolo centrale nella politica di commemorazione della DDR sotto Erich Honecker. Erano controllati dal Ministero della Cultura e servivano come luoghi di identificazione e legittimazione della DDR. Secondo la storica Anne-Kathleen Tillack-Graf la strumentalizzazione politica di questi memoriali, soprattutto per le esigenze attuali della DDR, divenne particolarmente chiara durante le grandi celebrazioni della liberazione dei campi di concentramento.

### Dopo la riunificazione tedesca
Oggi, gli ex blocchi di alloggi per le guardie femminili sono un ostello della gioventù e un centro di incontro per giovani. Nel corso della riorganizzazione, avvenuta all'inizio degli anni '90, il Museum des antifaschistischen Widerstandskampfes è stato sostituito da due nuove mostre permanenti:"Donne di Ravensbrück", che presenta le biografie di 27 ex prigioniere, e "Ravensbrück. Topografia e storia del campo di concentramento femminile", che fornisce informazioni sulle origini del campo, descrive la vita quotidiana nel campo e spiega il principio della Vernichtung durch Arbeit (sterminio attraverso il lavoro). Dal 2004 è stata allestita anche una mostra sulle guardie femminili del campo di concentramento femminile di Ravensbrück, ospitata in un altro dei loro ex blocchi di alloggi. Inoltre, il memoriale ospita regolarmente mostre temporanee di particolare interesse.

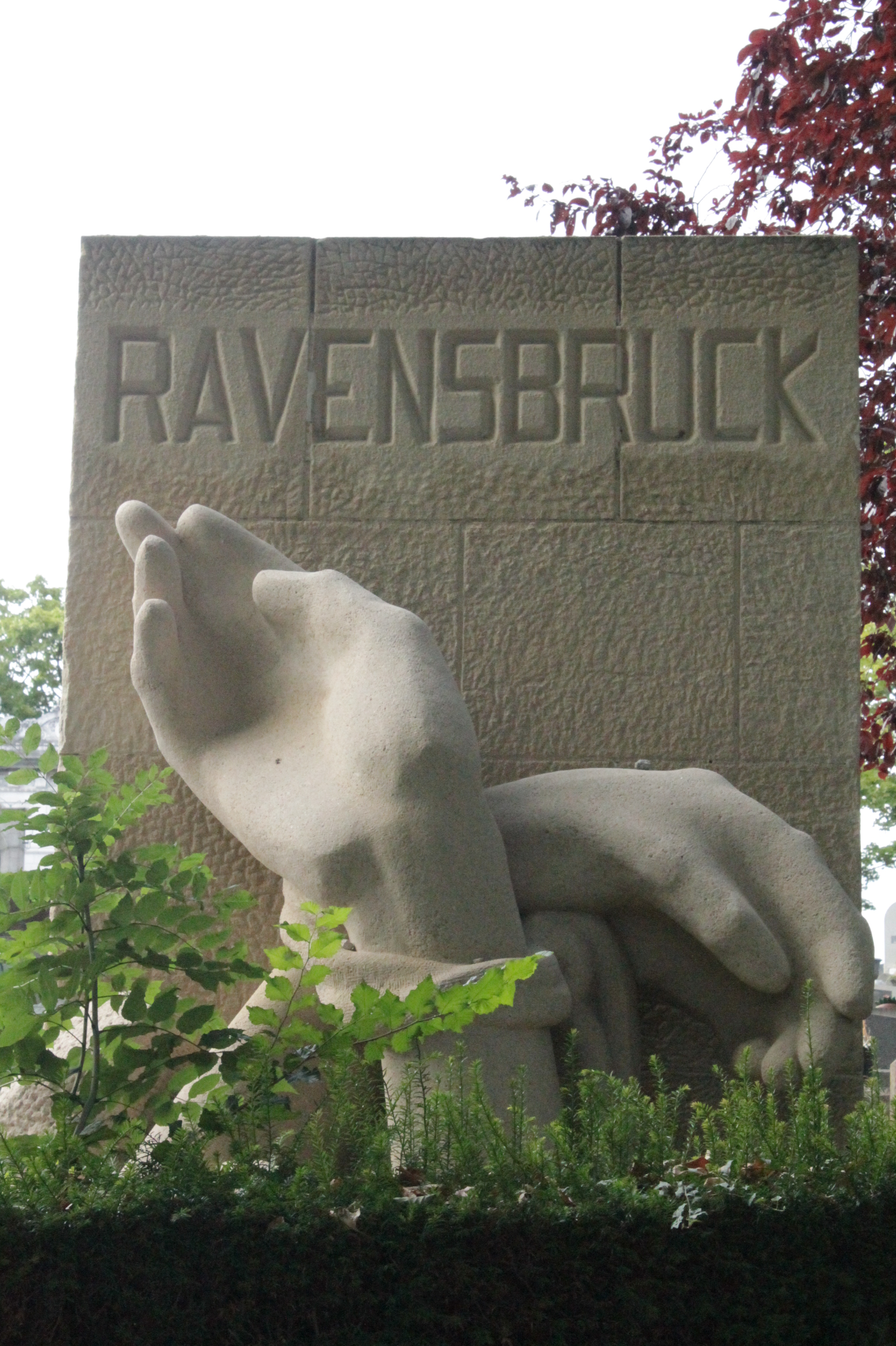
Memoriale nel cimitero Pere Lachaise.

Il 16 e 17 aprile 2005 si è tenuta una cerimonia per commemorare il 60º anniversario della liberazione del campo. Tra gli invitati c'erano circa 600 sopravvissuti provenienti da tutto il mondo, soprattutto dall'Europa orientale. Contemporaneamente è stata inaugurata una nuova mostra permanente all'aperto sul tema dei trasporti in treno verso Ravensbrück. L'esposizione centrale è costituita da un vagone merci ristrutturato. I pannelli informativi della mostra descrivono le origini dei trasporti e la loro evoluzione nel tempo, spiegando i diversi tipi di treni, i luoghi di arrivo e il ruolo svolto dagli abitanti del luogo. Si tratta probabilmente dell'unica mostra finora allestita in un memoriale tedesco e dedicata esclusivamente al tema dei trasporti verso il campo.

### Monumenti fuori dalla Germania
- Un monumento alle vittime francesi di Ravensbruck è uno dei monumenti commemorativi di diversi campi di concentramento nel cimitero di Pere Lachaise a Parigi;
- Per commemorare le vittime del campo di concentramento di Ravensbrück, nel 1975 è stato inaugurato il memoriale Vrouwen van Ravensbrück ad Amsterdam, nei Paesi Bassi, e viene utilizzato ogni anno per un evento commemorativo in occasione della data della liberazione del campo di concentramento di Ravensbrück.

## Nella cultura di massa
- Ambra Laurenzi, Le rose di Ravensbrück, su YouTube.
- Bocche inutili, una storia sulla femminilità negata, di Claudio Uberti, Italia 2022, 1'44"